# Suối Bàng
Suối Bàng là một xã thuộc huyện Vân Hồ, tỉnh Sơn La, Việt Nam.

## Địa lý
Xã Suối Bàng có vị trí địa lý:
- Phía đông giáp xã Liên Hòa và xã Song Khủa
- Phía tây giáp xã Hua Păng, xã Quy Hướng
- Phía nam giáp xã Tô Múa
- Phía bắc giáp huyện Phù Yên.

Xã Suối Bàng có diện tích 62,33 km², dân số năm 2020 là 3.671 người, mật độ dân số đạt 59 người/km².

## Hành chính
Xã Suối Bàng được chia thành 10 bản: Ấm, Bó, Châu Phong, Chiềng Đa, Khong Tuống, Nà Lối, Pa Đì, Pưa Lai, Sôi, Suối Khẩu.

## Lịch sử
Ngày 25 tháng 7 năm 1978, Bộ trưởng Phủ Thủ tướng ban hành Quyết định số 130-BT về việc đổi tên xã Cộng Hoà thành xã Suối Bàng.
Ngày 10 tháng 6 năm 2013, Chính phủ ban hành Nghị quyết 72/NQ-CP về việc chuyển xã Suối Bàng thuộc huyện Mộc Châu về huyện Vân Hồ mới thành lập quản lý.